# Sonic Runners
Sonic Runners é um jogo de plataforma desenvolvido pela Sonic Team para os sistemas Android e IOS, e foi lançado em 25 de Fevereiro de 2015 no Japão e Canadá). Em 25 de Junho de 2015, foi lançado para o resto do mundo, e o jogo se encerrou 2 anos depois, de seus lançamentos. Esse foi o primeiro jogo móvel da franquia desenvolvido pela Sonic Team.

## Jogabilidade
Sonic Runners foi um jogo de plataforma do tipo "Corrida Sem Fim" em que o jogador tenta ir o mais longe possível, coletando anéis e conseguindo pontuações maiores. O personagem corre automaticamente, enquanto o jogador poderá pular para desviar de obstáculos e derrotar os Badniks. Ao longo do jogo, pode-se conseguir Power-Up's como invencibilidade ou o poder dos Wisps. Conforme a fase progride, o nível de velocidade aumenta e os anéis desaparecem quando o jogador alcança o "Top Speed". O jogo termina quando o personagem é atingido (quando não tem nenhum anel coletado) ou quando cai em um buraco, mas pode ser retomado se tiver "Red Star Rings" que podem ser conseguidos no jogo ou comprando-o na loja do aplicativo. Os jogadores podem conferir o desenrolar da história conseguindo um certo número de anéis nas fases, para prosseguir no mapa. Cada seção lhe dará uma recompensa ou destravará eventos especiais. Conforme o jogador avança, novos personagens e habilidades são destravados.

## Desenvolvimento
Tomoya Ohtani que já havia trabalhado em outros jogos da franquia, novamente assume a trilha sonora do jogo, que possui um estilo diferente de Lost World, Colors, Unleashed e Sonic 2006, com a mesma pegada das trilhas feitas por Jun Senoue. Além das BGMs inéditas, a Sonic Team reciclou várias BGMs de outros jogos da franquia, especialmente Sonic Generations.
É possível escolher um personagem e jogar com Sonic, Tails ou Knuckles, conforme você progride no jogo. O jogo é gratuito mas contém itens pagos (como pacote com Red Star Rings, ou vidas extras).

## Recepção
Após o anúncio do jogo, Thomas Whitehead (Nintendo Life) se mostrou decepcionado com Runners não ser um título de Wii U. Da mesma forma, Tatiana Morris (GameZone) esperava que não seria o único jogo do Sonic do ano, ao invés de desejar um jogo de console semelhante ao Sonic the Hedgehog ou Sonic Adventure. Já o escritor Brett Makedonski (Destructoid) opinou que "Ainda que seja difícil imaginar os fãs do Sonic ficarem muito animados sobre Runners, o seu futuro ainda era uma incógnita", após críticas negativas relacionadas aos jogos Sonic Boom: Rise of Lyric e Sonic Boom: Shattered Crystal.

## Ligações Externas
- Sonic Runners, na Google Play

- Sonic Runners, na App Store